# 黄心川
黄心川（1928年7月30日—2021年2月10日），男，江苏常熟人，中国社会科学院亚洲太平洋研究所研究员，中国社会科学院荣誉学部委员。

## 生平
1946考入杭州之江大学文学院。1948年，加入新四军，参与过淮海战役、渡江战役和抗美援朝并被评为被评为革命残废军人。1953年回国后分别在江苏省高级人民法院、中央人民政府冶金部驻鞍山钢铁公司工作。1957年，考入北京大学外国哲学史专业。毕业后留校工作。1964年参与筹建中国科学院（今中国社会科学院）世界宗教研究所。1980年，参与筹建南亚研究所，任副所长。1989年组织筹建亚洲太平洋研究所，任所长。并任中国宗教学会顾问，中国南亚学会第八届理事会顾问、中华日本哲学会顾问。2006年被评为中国社会科学院荣誉学部委员。
2021年2月10日在北京逝世。

## 出版物
编撰了数十篇(本)学术论文和著作：
著作（包括合著）：《印度近代哲学家辨喜研究》、《沙俄利用宗教侵华史》、《印度近现代学》、《东洋思想的现代意义》、《东方佛教论》、《东方佛教论》、《东方著名哲学家评传》等。
论文：《略论泰戈尔的哲学和社会思想》、《中国的梵文研究》、《中国传统文化与东亚文化模式》、《“三教合一” 在我国的发展过程及其对周边国家的影响》等。